# Multicrustacea
Multicrustacea zijn een superklasse van kreeftachtigen binnen de stam van de Arthropoda (geleedpotigen).

## Taxonomie
De volgende taxa zijn bij de superklasse ingedeeld:
- Klasse Malacostraca
  - Onderklasse Eumalacostraca
  - Onderklasse Hoplocarida
  - Onderklasse Phyllocarida
  - Orde Schizopoda
- Klasse Hexanauplia
  - Onderklasse Copepoda
  - Onderklasse Tantulocarida
  - Onderklasse Thecostraca